# Ледники Казахстана

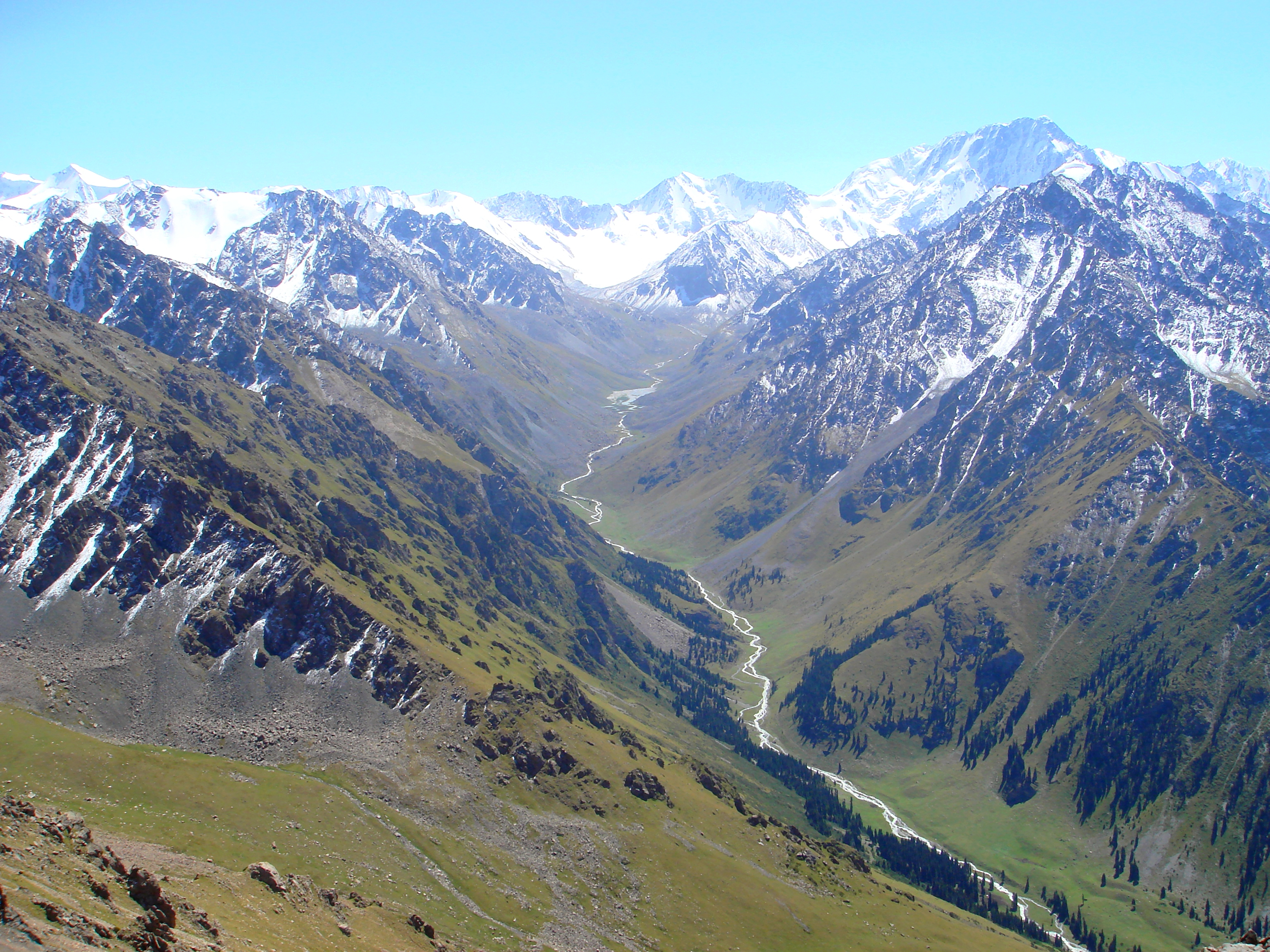
Тескей-Ала-Тоо

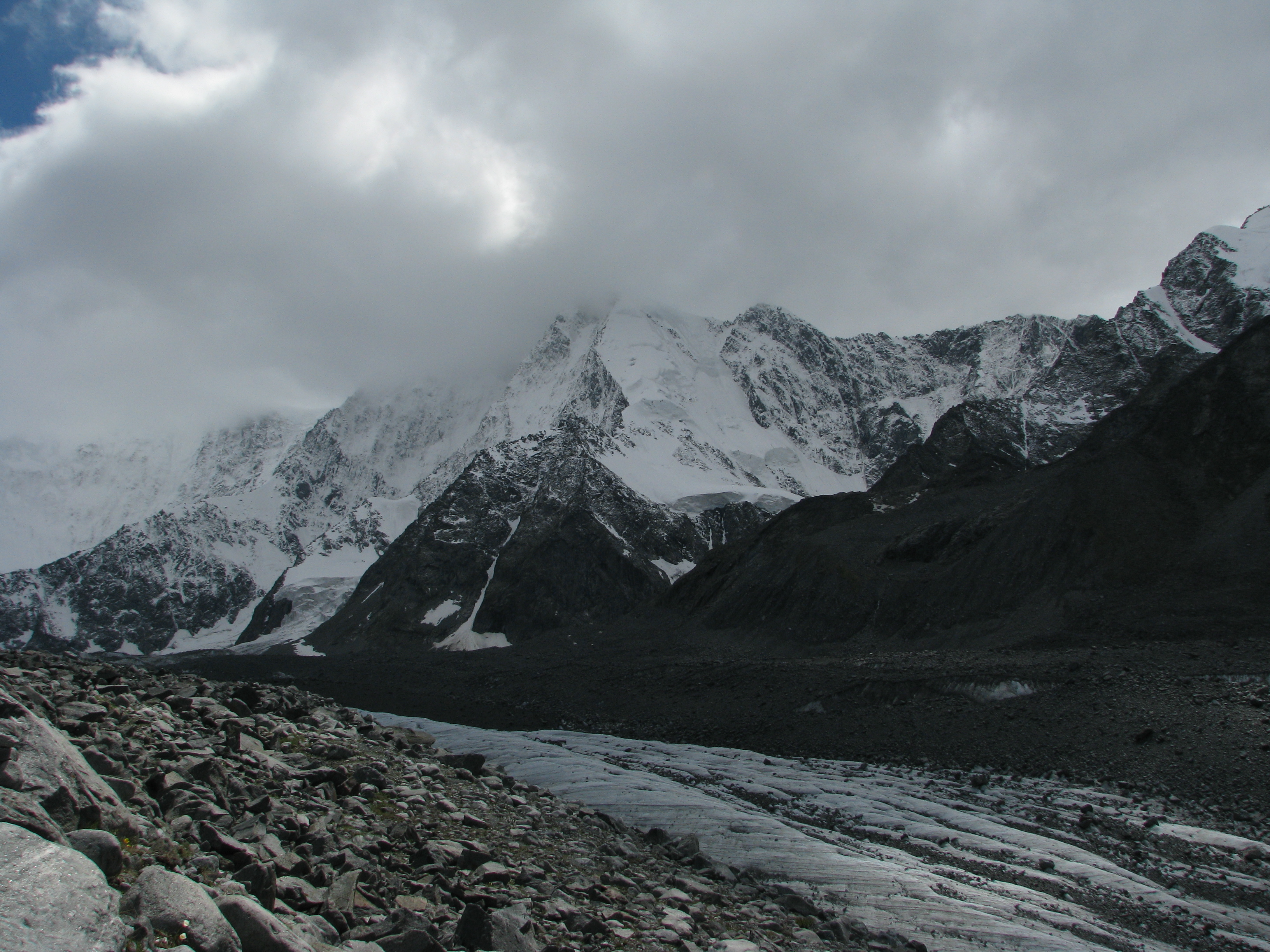
Аккем

Ледники Казахстана — главный источник ирригации и гидроэнергетики Казахстана. Ледники это огромный резервуар пресной воды. Учёные Института географии Национальной академии наук Казахстана составили каталог ледников республики. В результате была составлена карта горных ледников Казахстана. Районы распространения современных ледников на казахстанской земле находятся в Восточной и юго-восточных зонах — хребты Алтай, Саур, Джунгарский Алатау, Киргизский Алатау, Заилийский Алатау, Кунгей Алатау, Терскей Ала-Тоо. Во всех горах республики насчитывается 2724 ледника. Занимаемая ими площадь — 2033,3 км². Общий объём льда на этих ледниках составляет 100 км³. Это запасы пресной воды, которые в два раза превышают годовой объём стоков рек, собираемых на казахстанской земле. Широко развиваются исследования по общему состоянию географического распространения ледников, их режиму и эволюции ледостава, запасам воды. Фактический материал о ледниках Казахстана, собранный в 20-30-е годы XX века, дал общее представление о современных, древних ледниках Илийского и Джунгарского Алатау, позволил выявить некоторые теоретические основы гляциологии и сделать первые крупные научные выводы. Составлены карты крупнейших ледников, рек и долин, дана оценка параметров их обрыва и площади. Установлено, что оледенение зависит от орографии, высоты, расположения хребтов, климатических условий. Изучен современный режим ледников. Определено место ледников в питании рек. Предложены уравнения расчёта потоков, питаемых ледниками. Выявлены закономерности формирования и развития распределения осадков и снежного покрова. В движущихся ледниках прослеживаются изменения структуры льда, его теплоты и механических свойств. Обобщены данные по упругости, пластичности, геологическим свойствам льда. Выявленные статистические и динамические параметры используются для разработки математической теории ледников. Описаны пространственные различия типов ледников; определена гляциологическая зональность ледников; разработаны подходы к аналитическому расчёту теплофизических параметров льда. Решены теоретические проблемы ледниковых аномалий. Геофизические подходы позволили измерить электрическую проводимость льда, ударные сопротивления ему электродных свай. Методом электрометрии была определена внутренняя скорость движения льда от поверхности до подошвы. Исследованы электрические поля, отражающие фильтрационные особенности поверхности ледников. Опубликованные труды: «материалы гляциологических исследований», «каталог ледников», «гляциологические исследования в Казахстане», многочисленные монографии гляциологов. Гляциологи Казахстана принимали активное участие в международных семинарах по аномалиям ледников.

## Снежная линия
Для образования ледников необходимо наличие рельефа, на котором они расположены, и достаточное выпадение осадков в твёрдом состоянии. Ледники играют важную роль в формировании форм рельефа суши. Долина, в которой формируются ледники, располагается в особом поясе на земле — хионосфере, дно которого ограничено границей, называемой снежной линией.
В горах Казахстана снежная линия несколько возвышается из-за сухости воздуха и континентальности климата. Снежная линия будет высокой на юге, значительно снизится к северу. Средняя высота снежной линии колеблется от 3800 м в горах Тянь-Шаня до 2600 м в горах Алтая. На южных и северных склонах одного горного хребта высота снежной линии составляет 200—400 м. Даже на одном склоне высота снежной линии на Западе и востоке может быть на сотни метров выше или ниже.
В горах Алтая средняя высота снежной линии на северном склоне 2300—2800 м, на юге 2500—3000 м, в Сауре — 3300 м. Снежная линия проходит на севере Жетысуского Алатау 3300—3500 м, на южном склоне 3300—3900 м, а в северных хребтах Тянь-Шаньской горной системы, в частности на северном склоне Заилийского Алатау, на юге 3900—4200 м.

## Типы горных ледников
Ледники расположены в горах неравномерно. Площадь наибольшего скопления 1369 ледников Жетысуского Алатау составляет 1000 км². Из них 996 км² лежат на северном склоне. На территории республики горной системы Тянь-Шаня ледник 1009 занимает 857 км². На Алтае Казахстана насчитывается 328 ледников, площадь оледенения которых достигает 89,6 км². На хребте Саур расположено 18 ледников. Горная часть имеет три различные основные группы типов ледников:
1. Равнинные холмистые ледники образуются на вершине высоких гор, они распространены в Жетысуском Алатау, реже в других горах, равняются 1 % всей площади ледников.
2. Ледники горных склонов висячие ледники крутых склонов в местах впадин, расположенные в небольших глубоких круглых снежных котлованах, разбросанных по склонам. Ледники снежного типа занимают 33 % площади ледников республики.
3. Долинные ледники, относятся к долинным ледникам типичного альпийского типа. Они покрывают 66 % всей площади ледников.

## Особенности ледников Казахстана
Ледники Казахстана, как правило, небольшие, протяжённостью от 1-2 км до 3-4 км, площади тоже небольшие. Большинство ледников названы именами учёных, деятелей литературы и культуры, внёсших большой вклад в изучение природы Казахстана. Самый большой ледник в Казахстане — Ледник Корженевского Заилийского Алатау, длина которого составляет 14,4 км, площадь 36,8 км², толщина льда около 300 м. Толщина долинных ледников составляет 50-100 м, а ледников горных склонов-10-30 м.
Большие ледники расположены в местах, где начинаются крупные реки республики. Поэтому вода ледников является источником питания горных рек. В местах истоков горных рек 85 % воды, в части выхода на равнину 35 % составляют ледниковые воды.
В высоких горах Казахстана климат суровый. Зимой температура поверхности льда опускается до −10 °C. Летом, когда поверхность льда тает, температура составляет около 0°. Такой суровый климат высоких гор влияет и на места, примыкающие к ледникам. Нижняя граница многолетней мерзлоты проходит на Алтае высотой 2000 м, Сауре — 2300 м, Жетысуском Алатау — 2800 м и Тянь-Шанском хребте — 3000 м.
Ледники республики в настоящее время имеют малый объём. Ледники уменьшаются на 12-20 м в год, запасы льда площадью 1000 м-на 0,05-0,1 %. Например, в среднем ледники Алтая отступают 15-20 м, Жетысуского Алатау — 30-40 м, Заилийского Алатау-до 30 м в год.